# Benjamin Lauth
Pour les articles homonymes, voir Lauth.
Benjamin Lauth est un footballeur allemand né le 4 août 1981 à Hausham. Il joue au poste d'attaquant.
Il possède 5 sélections en équipe d'Allemagne.

## Biographie

### Les débuts
Benjamin Lauth commence à jouer au football en 1987 à Fischbachau une commune de Bavière. En 1992, à onze ans, il intègre le TSV 1860 Munich. Après avoir joué dans toutes les sections jeunes, en 2000 il fait partie de l'effectif amateur du club. Lors de la saison 2000-2001, l'équipe amateur joue au troisième niveau du football allemand, Lauth participe à 28 rencontres et marque 4 buts. En fin de saison, l'équipe réserve est reléguée puis la saison suivante en ligue de Bavière Benjamin Lauth marque 12 buts en 26 matchs.

### TSV 1860 Munich
Lors de la dernière journée de la saison 2001-2002 de Bundesliga il rentre en jeu avec l'équipe première à la fin du match contre Borussia Mönchengladbach. La saison suivante il obtient un contrat professionnel, participe à 32 rencontres de Bundesliga et marque 13 buts. Le 1er novembre 2003, Lauth marquera le 1000e but du TSV 1860 Munich en Bundesliga, mais ne pourra empêcher la relégation du club en fin de saison 2003-2004.

### Hambourg SV
Après la relégation de Munich, Lauth est transféré au Hambourg SV, il jouera très peu la première saison à cause d'une blessure au pied. Lors du mercato hivernal de la saison 2006-2007 il est prêté au VfB Stuttgart. Pendant les deux saisons et demie passées à Hambourg il joue également au niveau international, avec huit participations à la Coupe Intertoto, quatre matchs en Coupe Uefa et quatre en Ligue des champions. Au total il joue 73 matchs avec Hambourg mais seulement neuf fois il sera sur le terrain pendant 90 minutes.

### VfB Stuttgart
Lors de sa demi-saison 2006-2007 avec Stuttgart, il participe à onze match de championnat et marque un but, le club termine champion d'Allemagne. Il dispute également deux matchs de Coupe d'Allemagne mais ne sera pas présent lors de la finale perdue contre le 1.FC Nuremberg.

### Hanovre 96
Après la saison du titre, Stuttgart ne lève pas l'option d'achat pour Benjamin Lauth, pour la saison 2007-2008 il rejoint Hanovre 96 où en 21 rencontres il ne marquera aucun but.

### Retour à Munich
Après sa saison décevante à Hanovre, Benjamin Lauth, que l'on appelle souvent Benny Lauth, revient dans son club formateur. Au TSV Munich 1860 qui évolue maintenant en deuxième division, il obtient un contrat jusqu'en juin 2011. Il participera à toutes les rencontres de la saison 2008-2009 et marquera 15 buts. La saison suivante il sera nommé vice-capitaine de l'équipe mais en fait portera souvent le brassard de capitaine, son coéquipier et capitaine attitré Daniel Bierofka étant souvent blessé.
Le 6 août 2011, il dispute son 100e match avec 1860 Munich, après la victoire 5 à 0 à Cottbus il sera désigné par le magazine Kicker, homme du jour.
Lauth compte à ce jour 93 buts inscrits en 271 rencontres toutes compétitions pour le compte de Munich 1860, il détient le record de buts du club.
Le 29 avril 2014, le club informe qu'il ne reconduira pas le contrat du joueur en fin de saison.

### Ferencvaros Budapest
A l'été 2014, Benjamin Lauth rejoint le club hongrois du Ferencváros Budapest. Il débute dans un match de Ligue Europa à Malte en juillet 2014, il marque son premier but sous ces nouvelles couleurs le 31 août en championnat. Avec Ferencvaros il gagne le triplé Coupe-Supercoupe-Coupe de la ligue. Son contrat ne sera pas prolongé en fin de saison, puis il termine sa carrière de joueur.

### En équipe nationale
Benjamin Lauth est appelé la première fois en équipe nationale en 1998, il joue avec les moins de 17 ans. Il jouera ensuite dans toutes les catégories jeunes.
Le 16 décembre 2002, il honore sa première sélection avec l'équipe d'Allemagne, mais comme il s'agit d'un match de gala elle n'est pas comptée dans ses titularisations. Toutefois lors de ce match il marque d'un retourné acrobatique qui sera élu but de l'année en Allemagne.
Son premier match officiel a lieu le 12 février 2003 dans un match amical contre l'Espagne. Son cinquième et dernier match avec la Mannschaft sera contre la Croatie, un an plus tard le 14 février 2004. Il ne marquera aucun but lors de ses sélections.

### Reconversion
Après sa carrière de joueur, Benjamin Lauth entame une formation d'entraineur et de management sportif. Il est également expert télé pour la chaîne DAZN.

## Palmarès
- Hambourg SV
  - Vainqueur de la Coupe Intertoto en 2005.
- VfB Stuttgart
  - Champion d'Allemagne en 2007.